# Bitwa pod Gieranonami

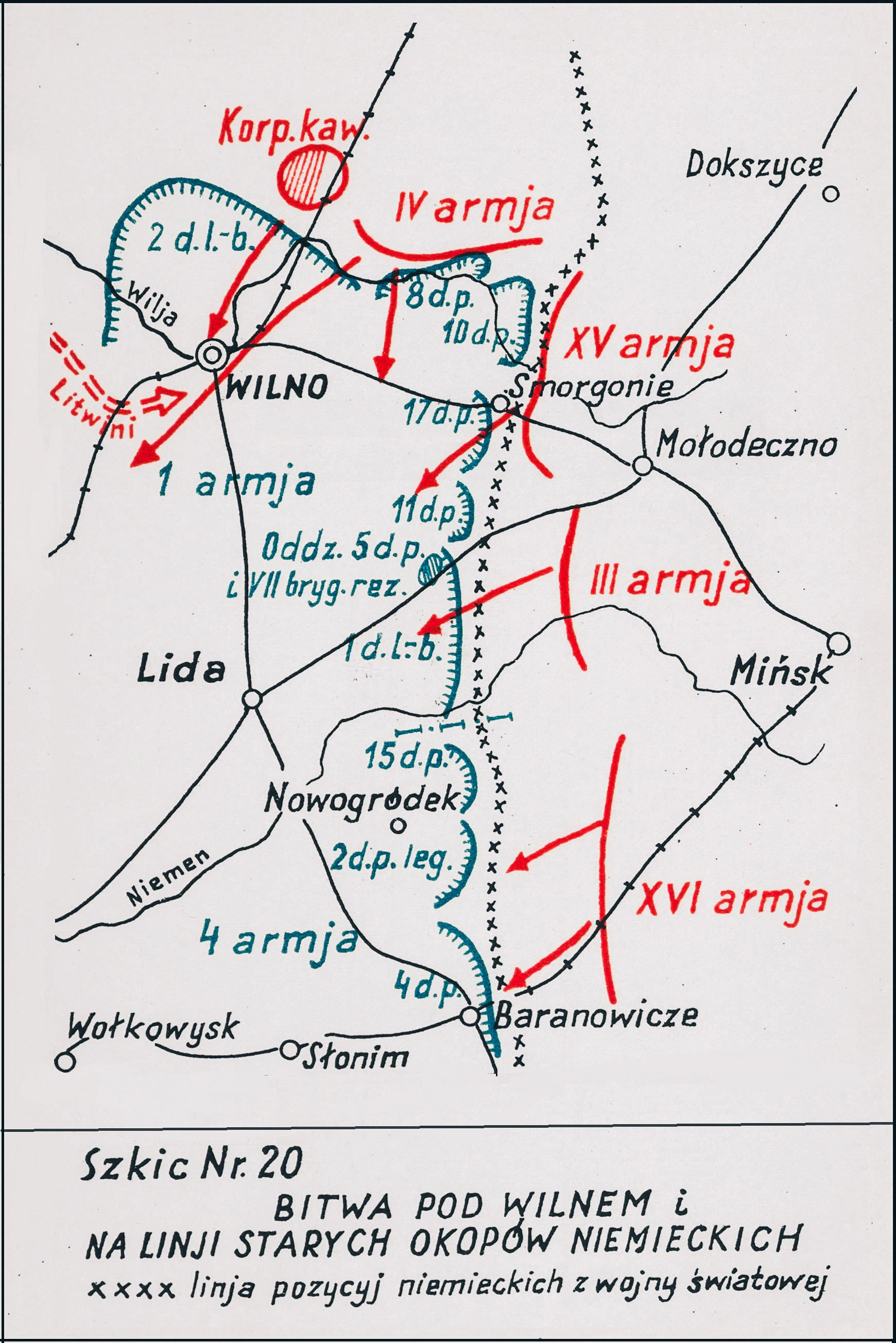
Adam Przybylski
Wojna polska 1918–1921

Bitwa pod Gieranonami – walki polskiej 17 Wielkopolskiej Dywizji Piechoty gen. Aleksandra Osińskiego z oddziałami sowieckiej 11 Dywizji Strzelców komdiwa Sołoduchina w czasie lipcowej ofensywy Frontu Zachodniego Michaiła Tuchaczewskiego w okresie wojny polsko-bolszewickiej.

## Położenie wojsk przed bitwą
W pierwszej dekadzie lipca przełamany został front polski nad Autą, a wojska Frontu Północno-Wschodniego gen. Stanisława Szeptyckiego cofały się pod naporem ofensywy Michaiła Tuchaczewskiego.
Naczelne Dowództwo nakazało powstrzymanie wojsk sowieckiego Frontu Zachodniego na linii dawnych okopów niemieckich z okresu I wojny światowej.
Sytuacja operacyjna, a szczególnie upadek Wilna i obejście pozycji polskich od północy, wymusiła jednak dalszy odwrót.
1 Armia gen. Gustawa Zygadłowicza cofała się nad Niemen, 4 Armia nad Szczarę, a Grupa Poleska na Kanał Ogińskiego i Pińsk.

## Działania wojsk
Dzień 14 lipca rozstrzygnął los polskiej obrony na pozycji okopów poniemieckich. Wobec sytuacji jaka wytworzyła się na lewem skrzydle 1 Armii, jej dowództwo nakazało odwrót na nową linię obrony, mającą na celu osłonę Lidy.
W tym czasie 17 Wielkopolska Dywizja Piechoty broniła frontu na odcinku Żuprany – Krewo. Zgodnie z rozkazem dowództwa Frontu Północno-Zachodniego, rozpoczęła odwrót przez Holszany na Lidę. Wykorzystała to sowiecka 11 Dywizja Strzelców, weszła w lukę w polskim ugrupowaniu w rejonie Krewa, wyprzedziła 17 DP i 15 lipca zastąpiła jej drogę pod Trebami. W Trebach nieprzyjaciel zdobył szpital polowy 17 DP i część jej taborów. Wysiłki 17 Dywizji Piechoty przebicia się przez kordon okrążenia nie powiodły się. W nocy jej oddziały skoncentrowały się w rejonie Dziewieniszek.
16 lipca polska dywizja wznowiła natarcie. Po ciężkiej walce XXXIV Brygada Piechoty przebiła się pod Dziewieniszkami, ale atakująca na Gieranony XXXIII Brygada Piechoty nie uzyskała powodzenia i poniosła duże straty. Artyleria sowiecka ze stanowisk ogniowych spod Melechów celnym ogniem ostrzeliwała kolumny polskie, powodując wiele szkód. Dowódca dywizji rzucił na Melechy I/68 pułku piechoty, wspierany przez 4 kompanię ckm. Atak okazał się skuteczny, przeciwnik i wycofał się z wioski, a pod naciskiem innych oddziałów brygady opuścił także Gieranony i kolumna polskiej brygady mogła podjąć marsz.
Sowieci z okolicznych lasów ostrzeliwali kolumnę ogniem broni maszynowej i nękali atakami cofające się oddziały. Żołnierze maszerującego w ugrupowaniu brygady dywizjonu 17 pułku artylerii ciężkiej bronili dział w walce wręcz i ponieśli wysokie straty. Z powodu błota i wybicia większości koni, obsługi nie mogły odprzodkować ciężkich dział, które ostatecznie, po zniszczeniu przyrządów celowniczych, pozostawili na drodze. Pozostawiono także działa baterii lekkich. Tylko 3. bateria 18 pułku artylerii polowej, maszerująca w ariergardzie, prowadziła ogień na wprost do napierającego przeciwnika. Ponieważ kontynuowanie marszu silnie ostrzeliwaną drogą było niemożliwe, piechota pozostawiła armaty oraz tabory i wycofywała się dalej przez bagna.

## Bilans walk
Przebicie przez pierścień okrążenia pod Gieranonami XXXIII Brygada Piechoty przypłaciła stratą około 250 poległych i rannych. Straciła dwadzieścia dział i tabory. Dywizjon artylerii ciężkiej utracił całkowicie zdolność bojową. Odtworzony w Lesznie, w wojnie polsko-bolszewickiej udziału już nie wziął.